# トーマス・トロッター
トーマス・アンドルー・トロッター（Thomas Andrew Trotter, 1957年4月4日 - ）は、イギリスのオルガニスト。
バーケンヘッドの生まれ。ロンドン王立音楽院とケンブリッジ大学でラルフ・ダウンズとジリアン・ウィアーにオルガンを学び、マリー＝クレール・アランの薫陶も受けた。1979年にセント・アルバン国際オルガン音楽祭のコンクールで優勝し、翌年にロイヤル・フェスティヴァル・ホールでデビューした。1982年のウェストミンスター聖マーガレット教会オルガン奏者就任を経て、1983年にバーミンガム市のオルガニストに就任した。2003年にはバーミンガム市から名誉博士号を授与されている。